# Суши Wok
Суши Wok — международная сеть магазинов японской и паназиатской кухни формата take away. Основная продаваемая продукция — блюда восточной кухни. Сеть магазинов работает с заказами путём курьерской доставки, предоставления готовой еды навынос, а также обслуживания гостей в мини-кафе. Как правило, магазины располагаются в небольших помещениях, также существует формат для фудкортов в торговых центрах. Основной источник прибыли (до 80%) — постоянные посетители, любители японской и паназиатской кухни.

## История
Первый магазин Суши Wok начал работу в Санкт-Петербурге в 2011 году. В 2013 году началось развитие по системе франчайзинга. Всего за 11 лет было открыто более 775 магазинов в России и за ее пределами.

## Награды
В 2018 году Суши Wok становится лауреатом всероссийской премии «Права потребителей и качество обслуживания» в номинации «Розничные услуги», категория «Общественное питание».
В 2019 году обновленный интерьер магазинов получает награду на международном конкурсе дизайна BEST FOR LIFE.
В 2021 франшиза Суши Wok занимает первое место среди франшиз общепита в специализированном рейтинге портала BUYBRAND.ru.

## Франшиза
Сеть активно развивается по системе франчайзинга: на 2021 год количество франчайзинговых предприятий составляет 510. Запуск франшизы Суши Wok произошёл в 2013 году. Стартовые инвестиции на открытие магазина составляют от 1,5 до 3 миллионов рублей, прогнозируемая окупаемость — от 6 месяцев. С 2019 года компания входит в Ассоциацию франчайзеров и франчайзи «Белфранчайзинг».